# Štrba
Štrba (nom allemand : Schirm, nom hongrois : Csorba) est une commune de Slovaquie située entre les Basses et les Hautes Tatras (dont certains sommets sont sur le territoire de la commune) dans la région de Prešov (Slovaquie orientale), à la limite de la région de Žilina (Slovaquie centrale), aux confins des régions historiques de Liptov et de Spiš. Elle inclut notamment les localités de Tatranská Štrba (sk) et Štrbské Pleso, connues pour leur offre touristique ancienne et de qualité.
Elle est dirigée par Michal Sýkora (sk), ancien député à l'Assemblée fédérale tchécoslovaque (sk) après la révolution de velours, longtemps président, puis vice-président de l'Association des villes et communes de Slovaquie (sk) (ZMOS).

## Géographie
L'altitude de la commune s'étale de 829 m (en son centre), à 2 428 m (Hrubý vrch (sk))

## Histoire
La première mention écrite du village remonte à 1280.

## Démographie

### Évolution de la population
| Année:               | 1994. | 2004.   | 2014.   | 2024.   |
| -------------------- | ----- | ------- | ------- | ------- |
| Nombre de personnes: | 3844  | 3653    | 3543    | 3337    |
| Différence:          |       | -4,96 % | -3,01 % | -5,81 % |

| Année:               | 2023. | 2024.   |
| -------------------- | ----- | ------- |
| Nombre de personnes: | 3352  | 3337    |
| Différence:          |       | -0,44 % |

## Galerie

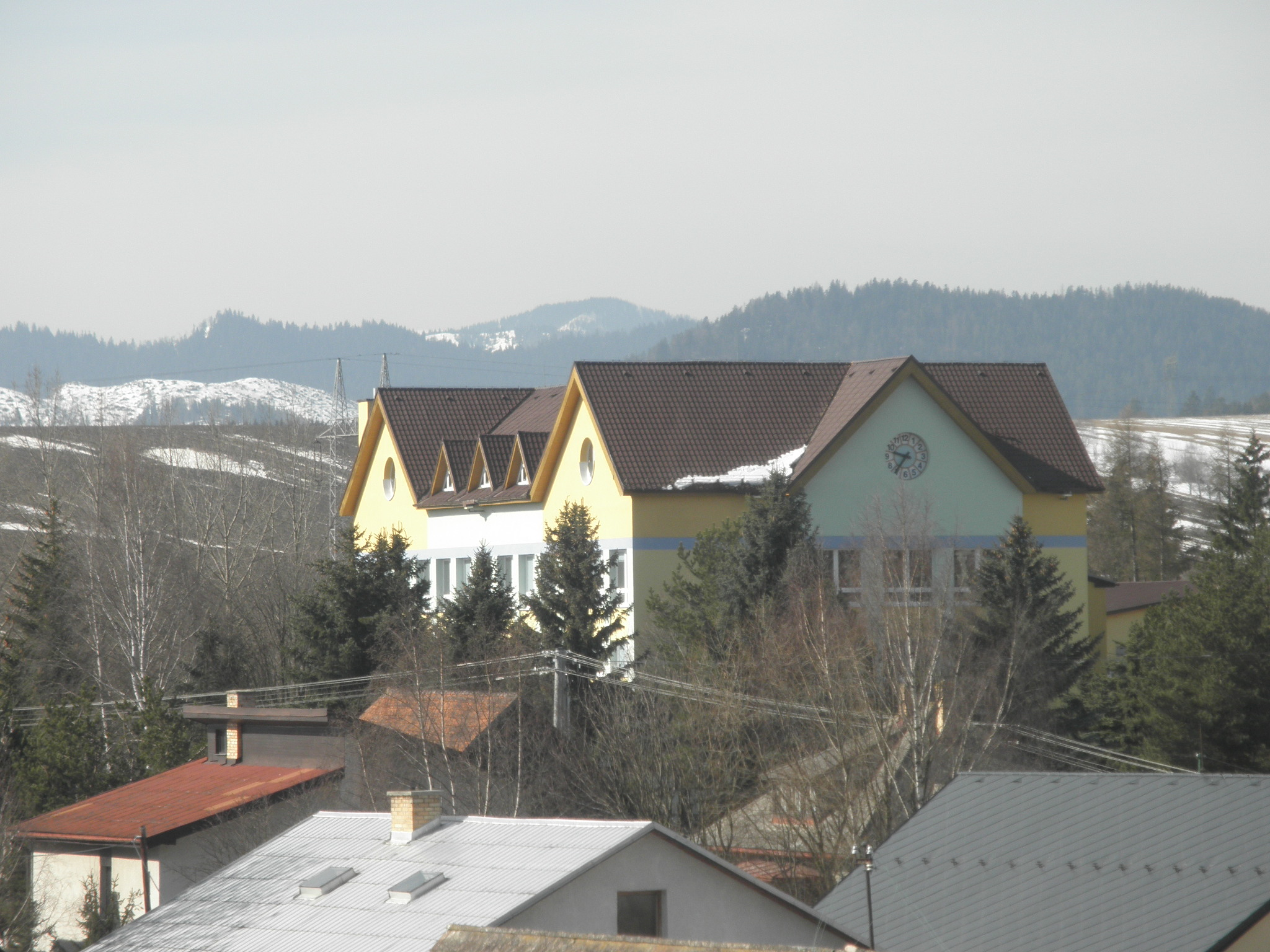
L'école primaire
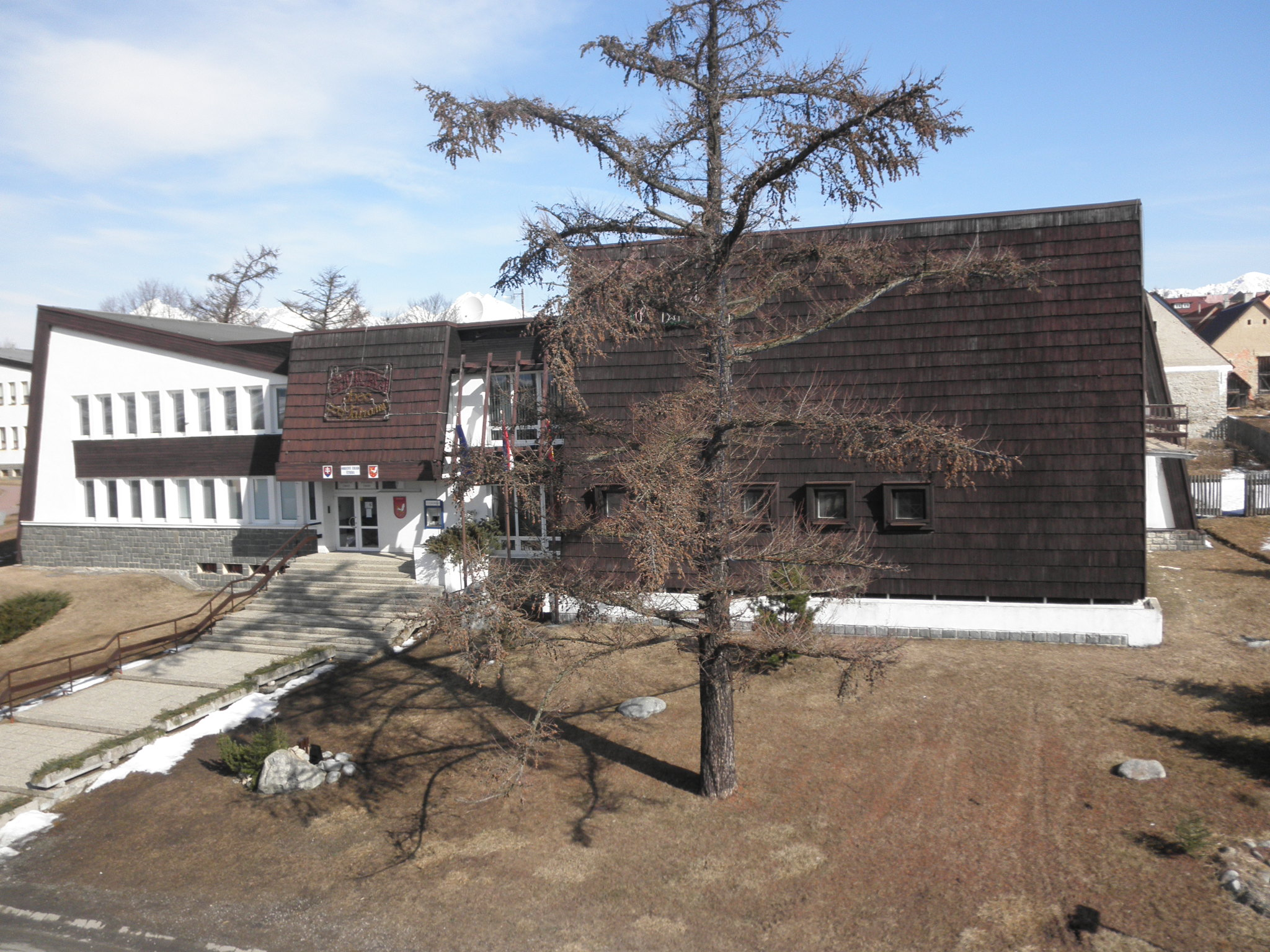
La mairie
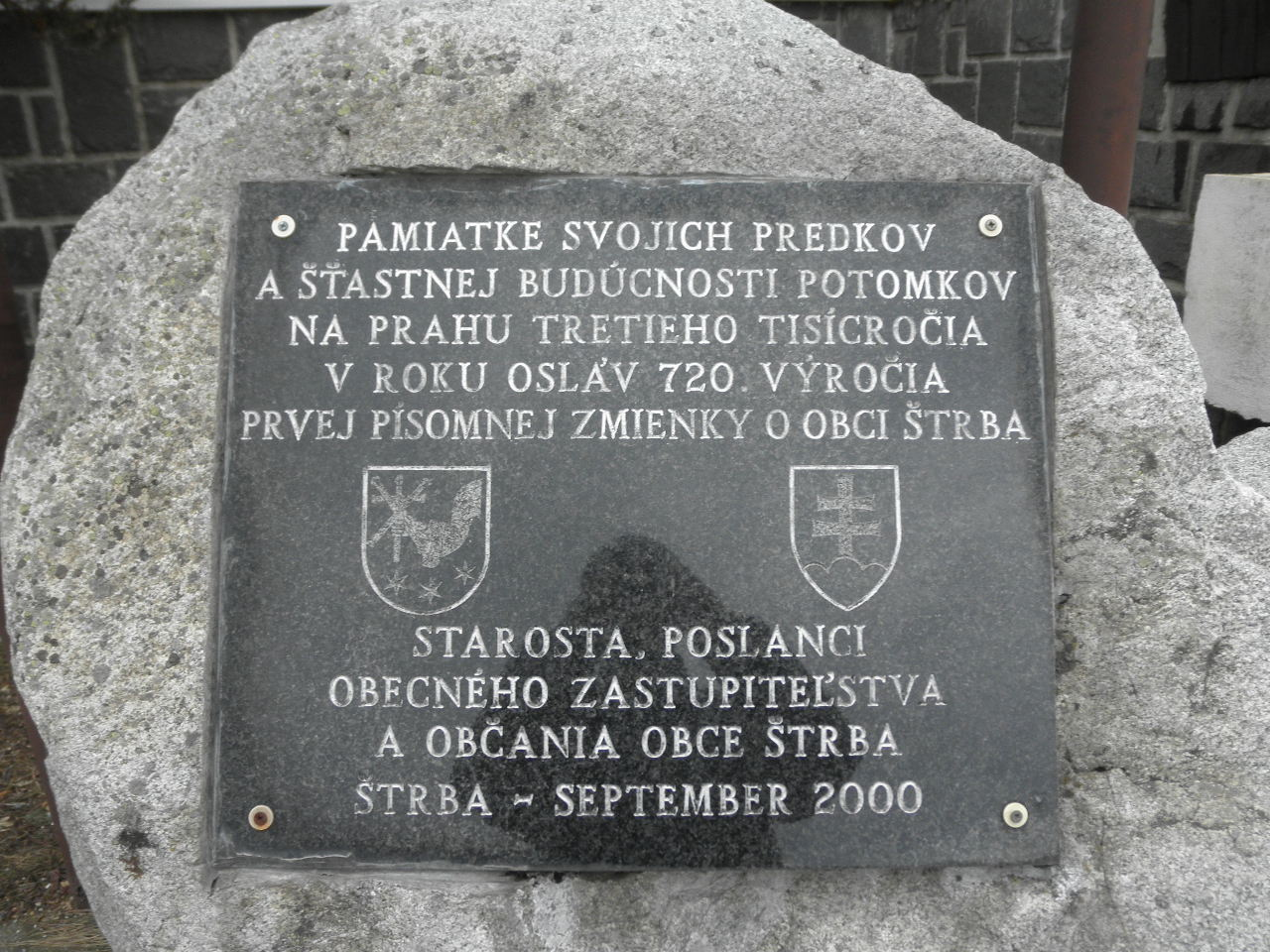
Plaque commémorant le 720e anniversaire de la commune et l'an 2000
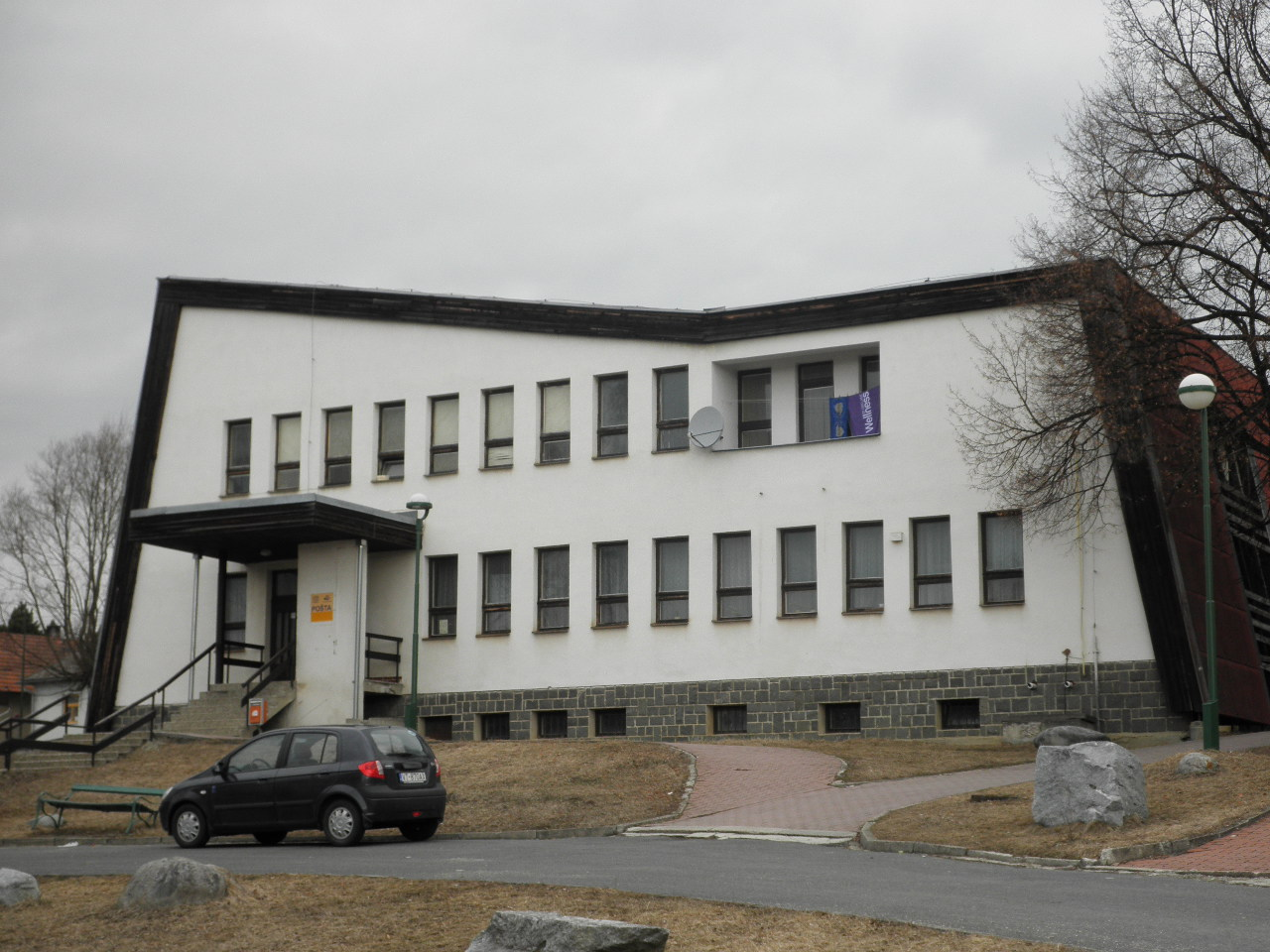
Le bureau de poste
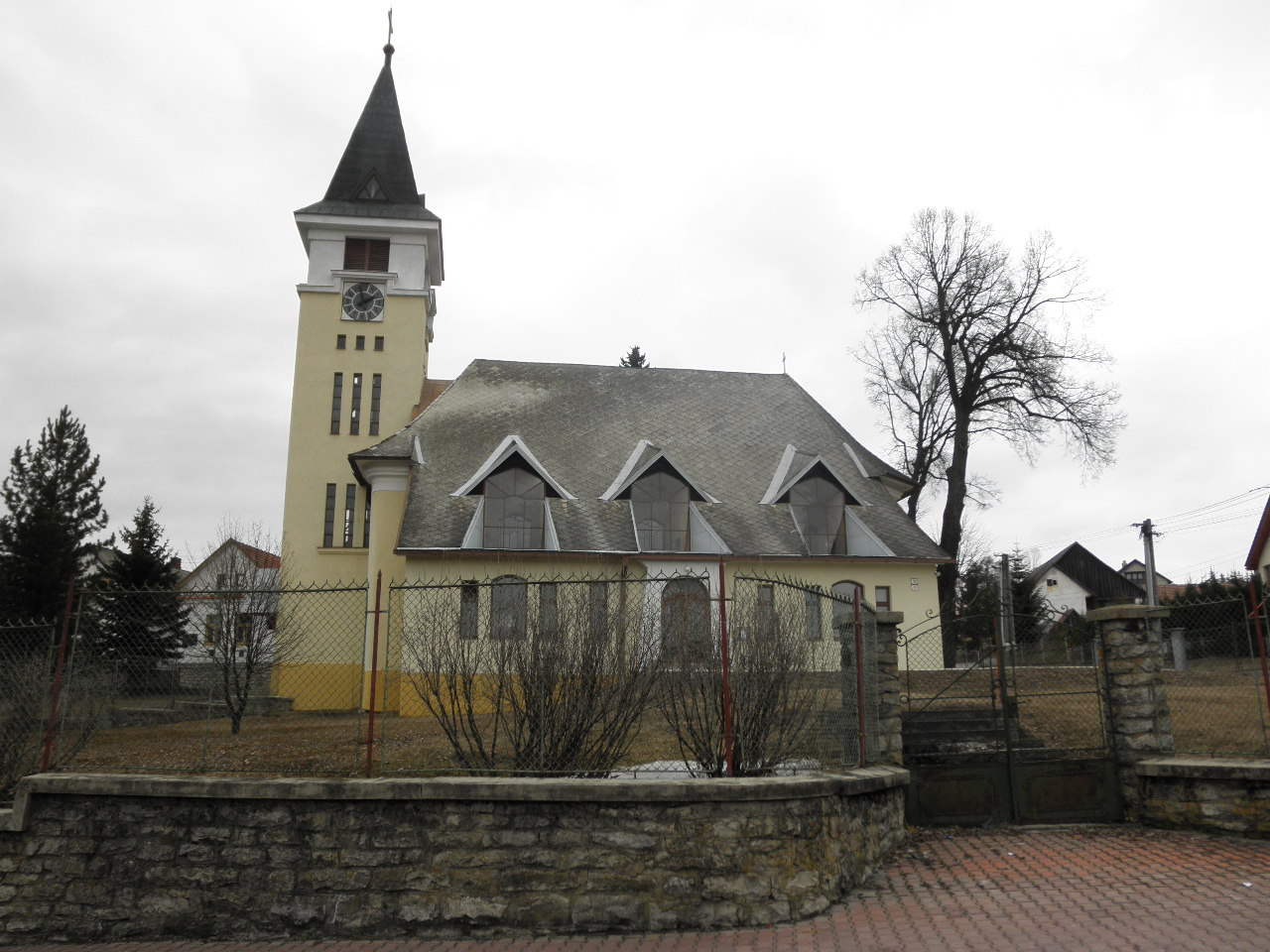
L'église évangélique
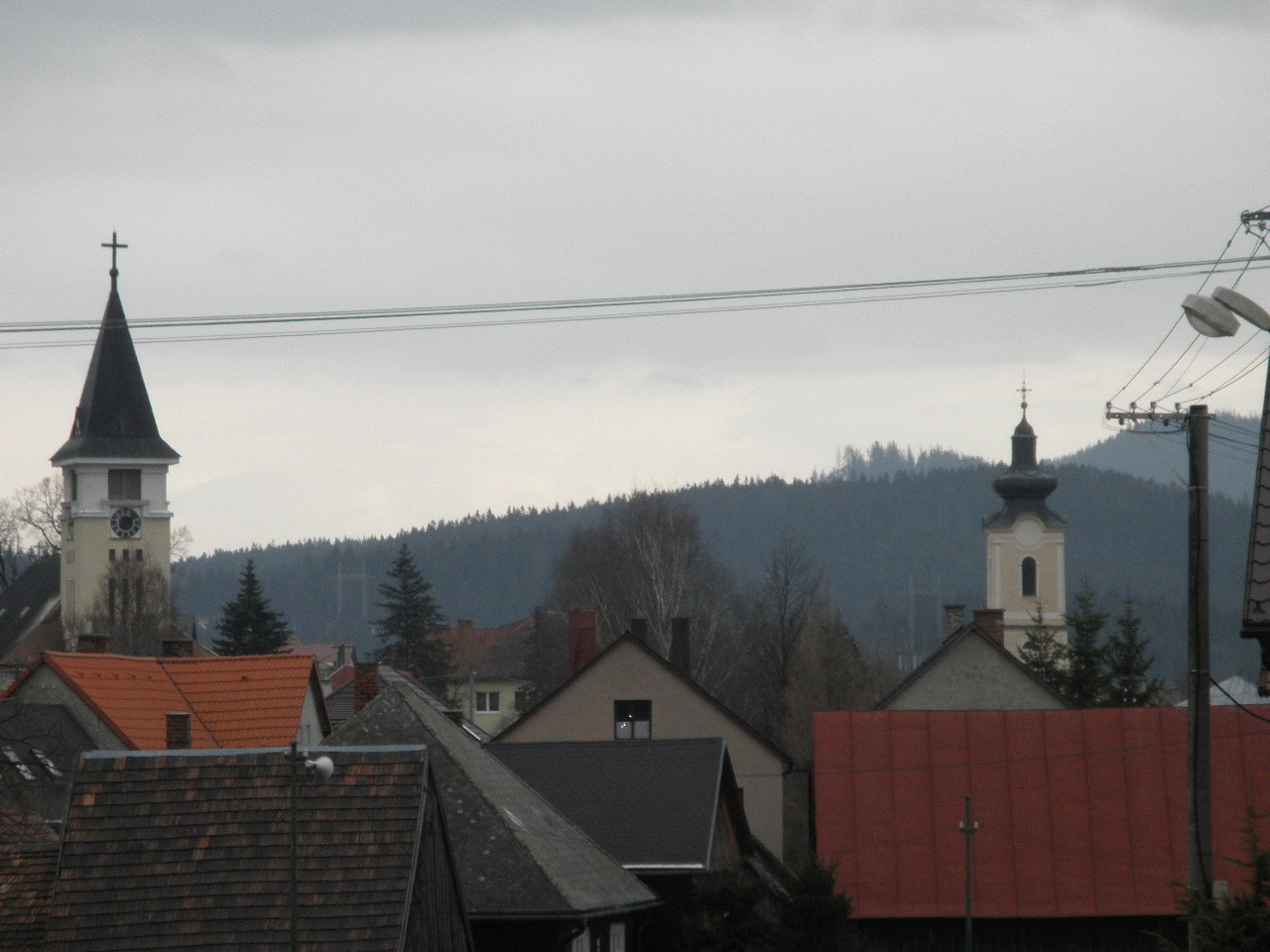
Les clochers des deux églises
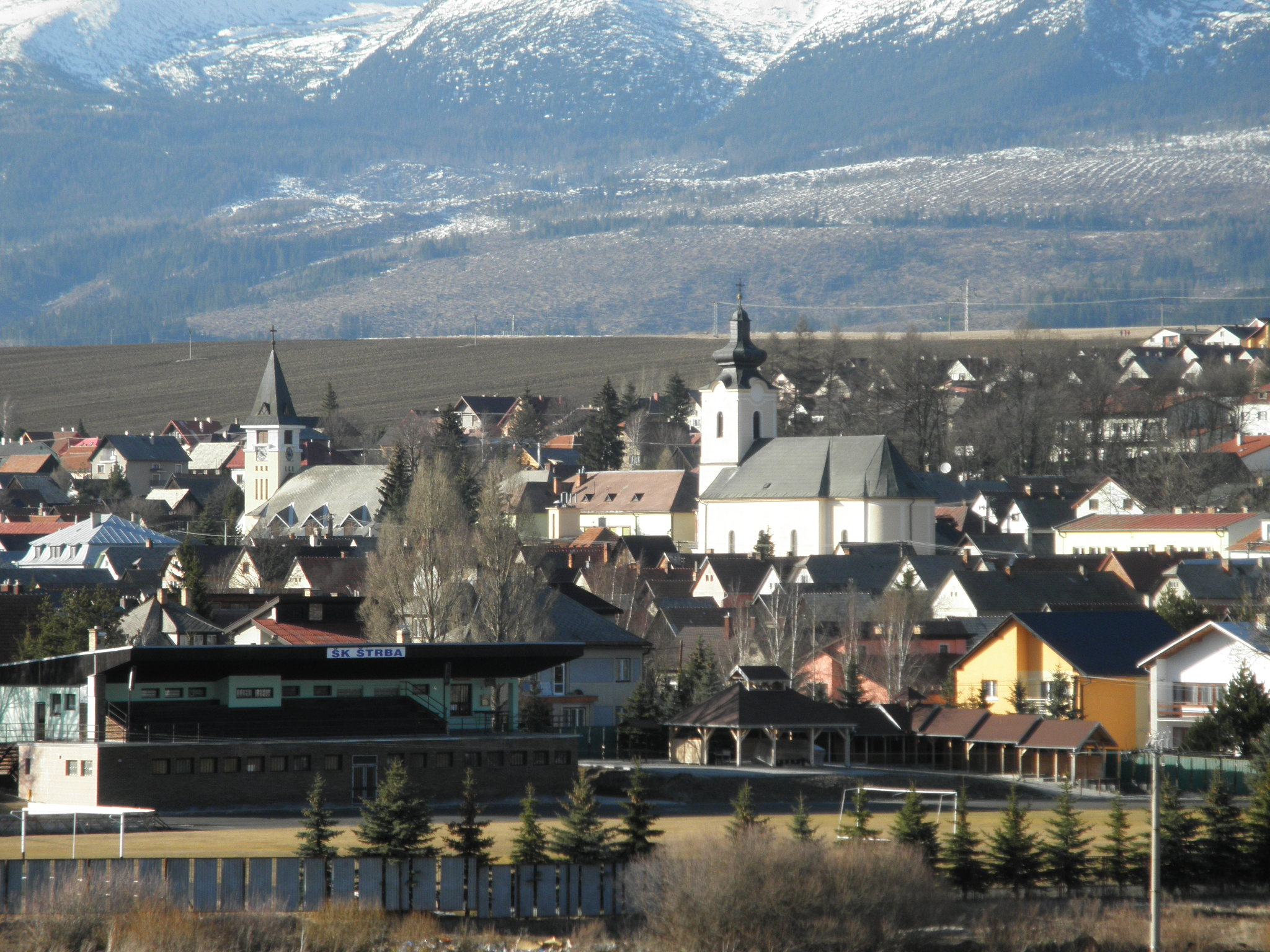
Les églises et le stade municipal
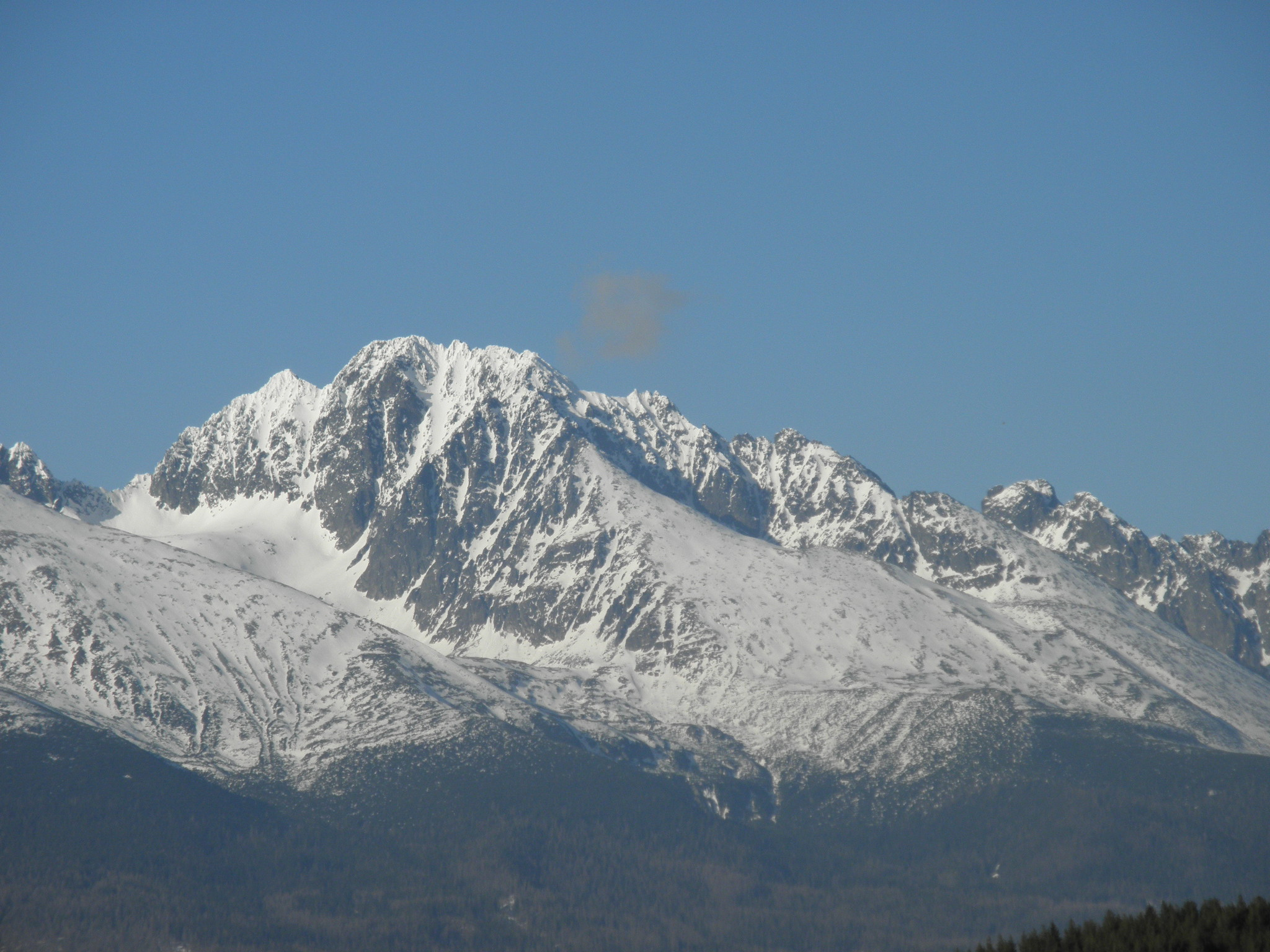
Le sommet du Gerlachovský štít